# Académie de musique et de poésie
Pour les articles homonymes, voir Académie (homonymie) et Académie de musique.

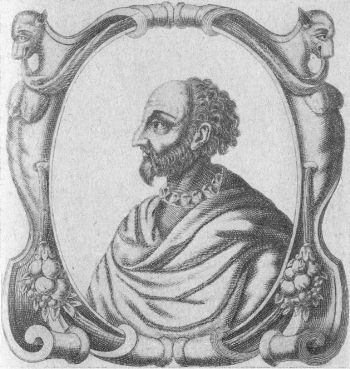
Baïf, cofondateur de l’Académie de musique et de poésie.

L’Académie de musique et de poésie, appelée aussi Académie de Baïf ou Académie du Palais, est une académie, la première en France, fondée en 1570 par le poète Baïf et le musicien Joachim Thibault de Courville.

## Histoire
Vers la fin de 1567, Baïf conçut la première idée de son Académie de musique et de poésie qui avait pour objet d’assurer, entre musiciens et poètes, un échange de bons avis et de bons offices. De concert avec Joachim Thibault de Courville, il fit de consciencieux essais, avant de les soumettre au jugement du public. Le but principal de Baïf, en fondant cette société, était de revitaliser et transformer la versification française en unissant plus étroitement la musique et la poésie en leur imposant à toutes deux les mêmes lois.
Baïf se proposait d’y parvenir en appliquant les vers mesurés à l’antique, en usage chez les Grecs et les Latins, à la poésie et, ainsi, de combiner celle-ci à la musique mesurée à l'antique. Il recruta des musiciens français, dont le plus influent était Claude Le Jeune, ainsi que Eustache du Caurroy et Jacques Mauduit. À ce projet, était également rattaché sa réforme orthographique, qui devait rapprocher l’écriture de la prononciation et distinguer par des signes convenus les syllabes brèves des syllabes longues.
Il présenta un projet de règlement de la future compagnie à Charles IX qui accorda le privilège requis, en des lettres patentes le 15 novembre 1570, dans lesquelles le roi s’en déclarait le protecteur et le premier auditeur.
Le Parlement mit une mauvaise grâce non dissimulée à contrecarrer ces projets en prétendant que l’entreprise de Baïf tendait à « corrompre, amolir, effrener et pervertir la jeunesse. » Baïf proposa à la Cour d’envoyer une délégation à un des concerts mais le Parlement renvoya la requête aux différentes Facultés. Le 22 janvier 1571, le recteur exposa qu’il en avait conféré avec l’archevêque de Paris, et que ce dernier avait promis de se joindre à l’Université, si elle produisait de bonnes et valables raisons contre l’Académie. Les Facultés avaient entrepris l’examen minutieux de l’affaire lorsque le roi coupa court à ces ergotages en ordonnant l’ouverture de l’Académie. Il fit plus en obligeant ses principaux favoris à en faire partie, et « octroya à Baïf, de temps en temps, quelques offices de nouvelle création et de certaines confiscations » pour subvenir aux premières dépenses.
L’Académie se réunit dans la maison du poète, rue des Fossés-Saint-Victor là où fut bâtie la maison des religieuses anglaises de l’ordre de Saint-Augustin où George Sand fut élevée, vraie maison d’érudit, sous chaque fenêtre de laquelle se lisaient de belles inscriptions en gros caractères tirées d’Anacréon, d’Homère, de Pindare « qui attiraient agréablement les yeux des doctes passants ». Là, dans cette demeure dont les inscriptions et les maximes grecques, commencèrent entre Baïf et Ronsard une communauté de travail et une émulation studieuse qui devaient se poursuivre au collège de Coqueret.
À la mort de Charles IX, l’Académie connut un déclin d’activité, avant de connaitre une brève période de renouveau sous Henri III lorsqu’elle se réunit au Louvre sous le nom d’Académie du Palais, sous la présidence de Du Faur de Pibrac.
Elle peut être considérée comme une préfiguration de l'Académie française, en ce sens qu'elle visait à regrouper des lettrés et des artistes pour valoriser, codifier, faire évoluer leur savoir et leur art en suscitant l'émulation.

## Sources
- Louis Petit de Julleville, Histoire de la langue et de la littérature française, t. 3, Paris, Armand Colin, 1897, p. 205.
- Edouard Frémy, L'Académie des derniers Valois : académie de poésie et de musique 1570-1576, Académie du Palais 1576-1582, d'après des documents nouveau et inédits. Paris, [1887].
- Frances A. Yates, Les Académies en France au XVIe siècle, traduit de l'anglais par Th. Chaucheyras, Paris, PUF, « Questions », 1996, 511 p.